# Hecho bruto
En la filosofía contemporánea, un hecho bruto es un hecho que no puede explicarse en términos de un hecho más profundo, más «fundamental». Hay dos formas principales de explicar algo: decir qué «provocó» o describirlo en un nivel más «fundamental».[cita requerida] Por ejemplo, un gato que se muestra en la pantalla de una computadora se puede explicar, más «fundamentalmente», en términos de ciertos voltajes en trozos de metal en la pantalla, que a su vez se puede explicar, más «fundamentalmente», en términos de ciertas partículas subatómicas que se mueven de cierta manera. Si uno siguiera explicando el mundo de esta manera y llegara a un punto en el que ya no se pueden dar explicaciones «más profundas», entonces se habrían encontrado algunos hechos que son brutos o inexplicables, en el sentido de que no podemos darles una explicación ontológica. Como podría decirse, pueden existir algunas cosas que simplemente son y no requieren de explicación. Rechazar la existencia de los hechos brutos es pensar que todo puede explicarse («Todo puede explicarse» se denomina a veces principio de razón suficiente).

## Hecho bruto/científico
Henri Poincaré distinguió entre los hechos brutos y sus descripciones científicas, señalando cómo la naturaleza convencional de estos últimos siempre permaneció constreñida por el hecho bruto en cuestión.
Pierre Duhem argumentó que así como puede haber varias descripciones científicas del mismo hecho bruto, también puede haber muchos hechos brutos con la misma descripción científica.

## Anscombe
Elizabeth Anscombe escribió sobre cómo los hechos pueden ser brutos en relación con otros hechos. En pocas palabras, algunos hechos no pueden reducirse a otros hechos, de modo que si algún conjunto de hechos es verdadero, no implica el hecho bruto relativo a él.[cita requerida]
El ejemplo que usa es el de alguien que le debe dinero a un tendero por suministrarle papas. En tal caso, el conjunto de hechos, por ejemplo, que el cliente pidió las papas, que el tendero les suministró las papas, etc., no implica necesariamente que el cliente le deba dinero al tendero. Después de todo, todo esto podría haber ocurrido en el set de una película como un poco de actuación, en cuyo caso el cliente en realidad no debería nada.[cita requerida]
Se podría argumentar que si se tiene en cuenta el contexto institucional, los hechos supuestamente brutos pueden reducirse a hechos constitutivos. Es decir, en el contexto de algo así como la institución de un mercado, un cliente que ordena papas, etc. implicaría que le debe al tendero una compensación igual al servicio que se le brindó. Si bien Anscombe reconoce que un contexto institucional es necesario para que una descripción particular tenga sentido, no se sigue necesariamente que un conjunto particular de hechos que se cumplen en un contexto institucional implique el hecho bruto relativo a él. A saber, si el ejemplo se considera en el contexto institucional necesario para las descripciones de 'deber', aún podría darse el caso de que el cliente no le deba al tendero, según el contraejemplo de una producción cinematográfica. Esta ambigüedad fundamental es esencialmente lo que hace que un hecho sea bruto en relación con otros hechos.[cita requerida]
Dicho esto, Anscombe argumenta que, en circunstancias normales, tal hecho está realmente implicado. Es decir, si es cierto que un cliente solicitó papas, etc., entonces, en circunstancias normales, el cliente le debe dinero al tendero. Sin embargo, debido a que tal implicación está condicionada a que tal conjunto de hechos sea verdadero bajo un conjunto particular de circunstancias, el hecho implicado sigue siendo fundamentalmente bruto en relación con tales hechos, solo que en tal caso el salto en la inferencia ocurre al nivel de las circunstancias, no la de los hechos mismos.[cita requerida]
Finalmente, si un hecho bruto en relación con otros hechos es verdadero, se sigue que algún conjunto de hechos con los que es bruto en relación también es verdadero, por ejemplo, si el cliente le debe dinero al tendero, entonces se sigue que el tendero les suministró patatas. Después de todo, si no lo hubieran hecho, el cliente no les debería dinero. Como tal, dado algún hecho bruto en relación con otros hechos, hay una gama de hechos, tal que un conjunto de ellos se mantendrá si el hecho bruto relativo a ellos también se cumple. Dicho esto, Anscombe argumenta que la gama completa de hechos con los que algún hecho puede ser bruto en relación no puede conocerse de manera exhaustiva. El rango aproximado se puede esbozar con ejemplos relevantes y paradigmáticos, pero no se puede conocer el rango completo de tales hechos, ya que teóricamente siempre se puede suponer un nuevo contexto especial que cambia el rango.

## John Searle
John Searle desarrolló el concepto de hechos brutos de Anscombe en lo que él llamó hechos físicos brutos, como que la nieve está en el monte Everest, en oposición a los hechos sociales o institucionales, cuya existencia depende del acuerdo humano. Así, consideraba el dinero como un hecho institucional que, sin embargo, reposaba en última instancia sobre un hecho físico bruto, ya fuera un papel o solo un registro electrónico.
Searle pensó que la omnipresencia de los hechos sociales podría disfrazar su construcción social y su confianza última en el hecho bruto: así, por ejemplo, estamos entrenados desde la infancia (en sus palabras) para ver «fibras de celulosa con manchas verdes y grises, o cubiertas de esmalte. Concavidades de hierro que contienen agua... [como] billetes de un dólar, y bañeras llenas».

## Oposición
Por definición, la aceptación del principio de razón suficiente implicaría no postular que hay hechos brutos, si por hechos brutos entendemos hechos que no tienen explicación en un sentido absoluto de explicación.

## Elly Vintiadis
En 2018, Elly Vintiadis editó una colección de artículos sobre hechos brutos que es la primera exploración sistemática de la brutalidad y que incluye artículos originales de varios filósofos y científicos. La colección se centra en hechos brutos físicos, emergentes y modales más que en hechos sociales. Vintiadis argumenta que una actitud naturalista correctamente entendida requiere que aceptemos la existencia de hechos brutos ontológicos y también, posiblemente, de hechos brutos emergentes.
Más allá de la definición inicial dada anteriormente de los hechos brutos como hechos que no tienen explicación, hay una distinción trazada por Eric Barnes (1994) entre hechos epistémicamente brutos y hechos ontológicamente brutos. Los primeros son para los que no tenemos una explicación, son brutos para nosotros (por ejemplo, Vintiadis cita el hecho de que los gases se comportan de la manera descrita por la ley de Boyle-Charles era un hecho epistemológicamente bruto hasta su explicación en términos de la cinética teoría de los gases). Estos últimos, hechos ontológicamente brutos, son hechos para los que no hay explicación en virtud de cómo es el mundo (por ejemplo, las leyes fundamentales de la física). Los hechos que aceptamos como ontológicamente brutos dependen del tipo de teoría de explicación que aceptemos (por ejemplo, las propiedades de las partículas fundamentales serán hechos brutos bajo una visión mereológica de explicación, pero una ley fundamental será bruta bajo un modelo de explicación de ley de cobertura).

## Necesidades brutas
John Heil ha argumentado que los hechos brutos solo pueden ser hechos contingentes, ya que de lo contrario no tiene sentido pedir una explicación para algo que no podría ser de otra manera. Joseph Levine está de acuerdo con esto, ya que para él explicación significa eliminar diferentes posibilidades. Pero no todos están de acuerdo, porque algunos filósofos argumentan que es una pregunta natural preguntarse por qué algunas cosas son necesarias. Por ejemplo, el filósofo James Van Cleve cree que las necesidades brutas no pueden ser excluidas.[cita requerida]

## Infinitismo
Según el infinitismo explicativo, la cadena de explicaciones continúa infinitamente y no hay una explicación fundamental. Esta es, entonces, otra forma de objetar la existencia de los brutos explicativos, pero también de los brutos metafísicos, si se entiende la bruta en términos de independencia ontológica.[cita requerida]

## Lectura adicional
- Vintiadis, Elly; Mekios, Constantinos (2018). Brute facts (1ª edición). Oxford University Press. ISBN 9780191818523.
- «Brute Fact». Oxford Companion to Philosophy. 2005.
- Anscombe, G. E. M. (1958). «On Brute facts». Analysis 18 (3): 69-72. doi:10.1093/analys/18.3.69.
- Nicholas, Bunnin; Yu, Jiyuan (eds.). «Brute fact». The Blackwell Dictionary of Western Philosophy.
- Rosen, Gideon (2010). «Metaphysical Dependence: Grounding and Reduction».  En Hale, Bob; Hoffmann, Aviv, eds. Modality. New York: Oxford University Press. ISBN 9780199565818.
- Melamed, Yitzhak; Lin, Martin (2011). «Principle of Sufficient Reason».  En Zalta, Edward N., ed. The Stanford Encyclopedia of Philosophy (Fall 2011 edición).